# Кедровый (Приморский край)
Кедро́вый — посёлок при ж/д станции на ветке «Барановский — Хасан» в Хасанском районе Приморского края, входит в состав Безверховского сельского поселения.

## Географическое положение
Населённый пункт находится близ реки Сухая Речка, в 2 км от её впадения в бухту Перевозная Амурского залива, на расстоянии 53 км (по автодорогам) от посёлка городского типа Славянка, административного центра района, и 153 км (по автодорогам) от города Владивосток, административного центра края.

## История
Населённый пункт основан в 1942 году. В 2002—2011 годах — Кедровая

## Население
| 2002 | 2005 | 2010 |
| ---- | ---- | ---- |
| 22   | ↘19  | ↗33  |

## Улицы
В населённом пункте имеется одна улица — Вокзальная.

## Транспорт
Посёлок связан автомобильной дорогой длиной 25 км с трассой А189 «Раздольное — Хасан».